# Тетишери
Тетишери је била матријарх египатске краљевске породице пред крај 17. династије и на почетку 18. династије. Била је супруга фараона Таоа I Старијег, мајка фараона Таоа II Храброг и бака фараона Камосеа и фараона Ахмосеа I. 
Тетишерини родитељи - Тјена и Неферу - нису припадали египатском племству, али постоји могућност да су били део племства у насељима из оаза Западне пустиње. Тао I ју је, упркос недостатку племенитог рода, изабрао не само за супругу, него и за прву Велику супругу која је носила Круну стрвинара.
Иако се о животу Тетишери зна релативно мало, египтолози претпостављају како је она након смрти супруга преузела власт и владала као регент до пунолетства свог сина, односно као регент унуку после синове смрти у борби с Хиксима. Претпоставља се да је тиме на египатском двору успостављен преседан кога ће после користити снажне владарке Новог царства као Хатшепсут.